# Zöldtorkú kolibri
A zöldtorkú kolibri (Eulampis holosericeus) a madarak osztályának sarlósfecske-alakúak (Apodiformes) rendjébe és a kolibrifélék (Trochilidae) családjába tartozó faj.

## Rendszerezése
A fajt Carl von Linné svéd természettudós írta le 1758-ban. Egyes szervezetek az Anthracothorax nembe sorolják Anthracothorax holosericeus néven.

## Alfajai
- Eulampis holosericeus chlorolaemus Gould, 1857
- Eulampis holosericeus holosericeus (Linnaeus, 1758)[1]

## Előfordulása
A Karib-térségben, Anguilla, Antigua és Barbuda, Barbados, a Dominikai Köztársaság, Grenada, Guadeloupe, Martinique, Montserrat, Puerto Rico, Saba, Saint-Barthélemy, Saint Kitts és Nevis, Saint Lucia, Saint-Martin, Saint Vincent és a Grenadine-szigetek, Sint Eustatius, Sint Maarten, a Brit Virgin-szigetek és az Amerikai Virgin-szigetek területén honos. 
Természetes élőhelyei a szubtrópusi és trópusi síkvidéki esőerdők és cserjések, valamint másodlagos erdők, szántóföldek és városi környezet.

## Megjelenése
Testhossza 13 centiméter, testtömege 5-7,8 gramm.
|  |

## Életmódja
Nektárral táplálkozik.

## Természetvédelmi helyzete
Az elterjedési területe nem nagy, egyedszáma pedig ismeretlen. A Természetvédelmi Világszövetség Vörös listáján nem fenyegetett fajként szerepel.